# Circondario di Capodistria
Il circondario di Capodistria era uno dei circondari in cui era suddivisa la provincia dell'Istria.

## Storia
Il circondario venne istituito nel 1923 in seguito alla riorganizzazione amministrativa dei territori annessi al Regno d'Italia dopo la prima guerra mondiale; si estendeva sul territorio degli ex distretti giudiziari di Capodistria, Pinguente e Pirano.
Nel 1924, in seguito all'istituzione della nuova provincia del Carnaro, furono assegnati al circondario di Capodistria i comuni di Castelnuovo e Matteria, già appartenenti al circondario di Volosca-Abbazia.
Il circondario di Capodistria venne soppresso nel 1927 come tutti i circondari italiani.

## Geografia antropica

### Suddivisioni amministrative
All'atto dell'istituzione il circondario era così composto:
- mandamento di Capodistria
  - comuni di Capodistria; Erpelle-Cosina; Maresego; Paugnano; Villa Decani
- mandamento di Pinguente
  - comuni di Pinguente; Rozzo; Silun Mont'Aquila
- mandamento di Pirano
  - comuni di Isola d'Istria; Pirano